# Danh sách Hanja dạy ở cấp trung học Hàn Quốc
Tại Hàn Quốc, danh sách các chữ Hán được dạy ở cấp trung học được Bộ Văn Giáo (문교부) (nay là Bộ Giáo dục 교육부) công bố lần đầu tiên vào ngày 16 tháng 8 năm 1972 (Hanja không còn được dạy ở cấp tiểu học từ năm 1971). Ở cấp trung học cơ sở (중학교) học sinh học 900 chữ, và cấp trung học phổ thông 고등학교 học 900 chữ. Đến 31 tháng 12 năm 2000 sự thay đổi đối với 44 chữ.

## Các chữ Hán sau thay thế năm 2000
| Chữ Hán bị loại bỏ 추가된 한자 (44자) | Chữ Hán thay mới 제외된 한자 (44자) |
| --- | --- |
| 乞, 隔, 牽, 繫, 狂, 軌, 糾, 塗, 屯, 騰, 獵, 隷, 僚, 侮, 冒, 伴, 覆, 誓, 逝, 攝, 垂, 搜, 押, 躍, 閱, 擁, 凝, 宰, 殿, 竊, 奏, 珠, 鑄, 震, 滯, 逮, 遞, 秒, 卓, 誕, 把, 偏, 嫌, 衡 | 憩, 戈, 瓜, 鷗, 閨, 濃, 潭, 桐, 洛, 爛, 藍, 朗, 蠻, 矛, 沐, 栢, 汎, 弗, 膚, 酸, 森, 盾, 升, 阿, 硯, 梧, 貳, 刃, 壹, 雌, 蠶, 笛, 蹟, 滄, 悽, 稚, 琢, 兎, 楓, 弦, 灰, 喉, 噫, 熙 |

Trong đó:
- Chuyển từ cấp trung học phổ thông xuống cấp trung học cơ sở: 李(리 - Lý), 朴(박 - Phác), 舌(설 - thiệt), 革(혁 - cách)
- Các chữ thay mới trong chương trình trung học phổ thông: 憩 (게 - khế), 戈 (과 - qua), 瓜 (과 - qua), 鷗 (구 - âu), 閨 (규 - khuê), 濃 (농 - nồng), 潭 담 - đàm), 桐 (동 - đồng), 洛 (락 lạc- ), 爛 (란 - lạn), 藍 (람 - lam), 朗(랑 - lãng), 蠻 만 - man), 矛 (모 - mâu), 沐 (목 - mộc), 栢 (백 - bách), 汎 (범 - phiếm), 膚 (부 - phu), 弗 (불 - phất), 酸 (산 - toan), 森 (삼 - sâm), 盾 (순 - thuẫn), 升 (승 - thăng), 阿 (아 - a), 梧 (오 - ngô), 刃 (인 - nhận ), 雌(자 - thư), 蠶 (잠 - tàm), 笛 (적 - địch), 蹟 (적 - tích), 滄 (창 - thương), 悽 (처 - thê), 稚 (치 - trĩ), 琢 (탁 - trác), 兎 (토 - thố), 弦   (현 - huyền), 灰(회 - hôi), 喉(후 - hầu), 噫 (희 - ức), 熙 (희 - hi)
- Các chữ thay mới trong chương trình trung học cơ sở: : 硯(연 - nghiễn), 貳(이 - nhị), 壹(일 - nhất), 楓(풍 - phong)

## Danh sách Hanja dạy ở cấp trung học Hàn Quốc
| Âm (Hangul) | Chữ được dạy ở Trung học cơ sở 중학교용 | Chữ được dạy ở Trung học phổ thông 고등학교용 |
| ----------- | --- | --- |
| 가          | - 佳 (Giai): 佳人 가인 (giai nhân) - 假 (Giá, giả): 假定 가정 (giả định) - 價 (Giả): 物價 물가 (vật giá) - 加 (Gia): 加入 가입 (gia nhập) - 可 (Khả): 可能 가능 (khả năng) - 家 (Gia): 家族 가족 (gia tộc) - 歌 (Ca): 國歌 국가 (quốc ca) - 街 (Nhai): 街巷 가항 (nhai hạng - ngõ xóm) | - 暇 (Hạ): 暇日 가일 (hạ nhật - ngày rảnh rỗi) - 架 (Giá): 書架 서가 (thư giá - giá sách) |
| 각          | - 各 (Các): 各人各色 각인각색 (Các nhân các sắc - mỗi người mỗi vẻ) - 脚 (Cước): 脚痛 각통 (Cước thống - đau chân) - 角 (Giác): 三角形 삼각형 (tam giác hình - hình tam giác) | - 刻 (Khắc): 時刻 시각 (thời khắc) - 却 (Khước) - 覺 (Giác): 感覺 감각 (cảm giác) - 閣 (Các): 閣下 각하 (các hạ) |
| 간          | - 干 (Can) - 看 (Khán) - 間 (Gian) | - 刊 (Khan, san) - 姦 (Gian): 姦淫 간음 (gian dâm) - 幹 (Cán) - 懇 (Khẩn) - 簡 (Giản): 簡單 간단 (Giản đơn - đơn giản) - 肝 (Can): 肝膽 간담 (can đảm)                                                                               |
| 갈          | - 渴 (Khát): 渴望 갈망 (khát vọng) | |
| 감          | - 感 (Cảm): 感動 감동 (cảm động) - 敢 (Cảm): 勇敢 용감 (dũng cảm) - 減 (Giảm): 減少 감소 (giảm thiểu) - 甘 (Cam): 苦盡甘來 고진감래 (khổ tận cam lai) | - 監 (Giám) 監督 감독 (giám đốc - đạo diễn) - 鑑 (Giám) |
| 갑          | - 甲 (Giáp) | |
| 강          | - 強 (Cường): 強盜강도 (cường đạo) - 江 (Giang): 長江大海 장강대해 (trường giang đại hải) - 講 (Giảng) - 降 (Giáng) | - 剛 (Cương): 內柔外剛 내유외강 (nội nhu ngoại cương - ngoài cứng trong mềm) - 康 (Khang): 健康 건강 (kiện khang - khỏe mạnh) - 綱 (Cương): 三綱五倫 삼강오륜 (tam cương ngũ luân) - 鋼 (Cương): 鋼鐵 강철 (cương thiết - gang thép) |
| 개          | - 個 (Cá) - 改 (Cải) - 皆 (Giai) - 開 (Khai) | - 介 (Giới): 紹介 소개 (thiệu giới - giới thiệu) - 慨 (Khái) - 槪 (Khái) - 蓋 (Cái) |
| 객          | - 客 (Khách): 觀覽客 관람객 (quan lãm khách- khách giả) | |
| 갱          | - 更 (Canh): 更新 갱신 (canh tân - đổi mới) | |
| 거          | - 去 (Khứ): 過去 과거 (quá khứ) - 居 (Cư): 居住 거주 (cư trú) - 巨 (Cự): 名門巨族 명문거족 (danh môn cự tộc) - 擧 (Cử): 擧動 거동 (cử động) - 車 (Xa): 自轉車 자전거 (tự chuyển xa - xe đạp)                                                                                           | - 拒 (Cự): 前門拒虎後門進狼 전문거호후문진랑 (tiền môn cự hổ hậu môn tiến lang - đánh hổ cửa trước rước sói cửa sau) - 據 (Cứ): 證據 증거 (Chứng cứ) - 距 (Cự): 距離 거리 (Cự ly)                                                    |
| 건          | - 乾 (Càn) - 建 (Kiến): 建築 건축 (kiến trúc) | - 件 (Kiện) - 健 (Kiện): 健康 건강 (kiện khang - khỏe mạnh) |
| 걸          | | - 乞 (Khất) - 傑 (Kiệt) |
| 검          | | - 儉 (Kiệm) - 劍 (Kiếm) - 檢 (Kiểm) |
| 격          | | - 擊 (Kích): 突擊 돌격 (đột kích) - 格 (Cách): 合格 합격 (hợp cách) - 激 (Kích): 感激 감격 (cảm kích) - 隔 (Cách): 隔離 격리 (cách ly)                                                                                               |
| 견          | - 堅 (Kiên): 堅固 견고 (kiên cố) - 犬 (Khuyển) - 見 (Kiến): 見習 견습 (kiến tập) | - 牽 (Khiên) - 絹 (Quyên) - 肩 (Kiên) - 遣 (Khiển) |
| 결          | - 決 (Quyết): 決心 결심 (quyết tâm) - 潔 (Khiết) - 結 (Kết): 結婚 결혼 (kết hôn) | - 缺 (Khuyết) |
| 겸          | | - 兼 (Kiêm): 兼職 겸직 (kiêm chức) - 謙 (khiêm) |
| 경          | - 京 (Kinh) - 庚 (Canh) - 慶 (Khánh) - 敬 (Kính) - 景 (Cảnh) - 競 (Cạnh) - 經 (Kinh) - 耕 (Canh) - 輕 (Khinh) - 驚 (Kinh) | - 傾 (Khuynh) - 卿 (Khanh) - 境 (Cảnh) - 徑 (Kinh) - 硬 (Ngạnh) - 竟 (Cánh) - 警 (Cảnh) - 鏡 (Kính) - 頃 (Khoảnh): 頃刻 경각 (khoảnh khắc)                                                                                           |
| 계          | - 季 (Lý) - 溪 (Khê) - 界 (Giới) - 癸 (Quý) - 計 (Kế) - 鷄 (Kê) | - 系 (Hệ) - 啓 (Khải) - 契 (Khế) - 戒 (Giới) - 桂 (Quế) - 械 (Giới) - 系 (Hệ) - 繫 (Hệ) - 繼 (Kế) - 階 (Giai) |
| 고          | - 古 (Cổ) - 告 (Cáo) - 固 (Cố) - 故 (Cố) - 考 (Khảo) - 苦 (Khổ) - 高 (Cao) | - 姑 (Cô) - 孤 (Cô) - 庫 (Khố) - 枯 (Khô) - 稿 (Cảo) - 顧 (Cố) - 鼓 (Cổ) |
| 곡          | - 曲 (Khúc) - 穀 (Cốc) - 谷 (Cốc) | - 哭 (Khốc) |
| 곤          | - 困 (Khốn) - 坤 (Khôn) | |
| 골          | - 骨 (Cốt) | |
| 공          | - 公 (Công) - 共 (Cộng) - 功 (Công) - 工 (Công) - 空 (Không) | - 供 (Cung) - 孔 (Khổng) - 恐 (Khủng) - 恭 (Cung) - 攻 (Công) - 貢 (Cống) |
| 과          | - 果 - 科 - 課 - 過 | - 寡 - 誇 |
| 곽          | | - 郭 |
| 관          | - 官 - 觀 - 關 | - 冠 - 寬 - 慣 - 管 - 貫 - 館 |
| 광          | - 光 - 廣 | - 狂 - 鑛 |
| 괘          | | - 掛 |
| 괴          | | 塊 · 壞 · 怪 · 愧 |
| 교          | - 交 - 敎 - 校 - 橋 | - 巧 - 矯 - 較 - 郊 |
| 구          | - 久 - 九 - 口 - 句 - 救 - 求 - 究 - 舊 | - 丘 - 俱 - 具 - 區 - 懼 - 拘 - 構 - 狗 - 球 - 苟 - 驅 - 龜 |
| 국          | - 國 | - 局 - 菊 |
| 군          | - 君 - 軍 - 郡 | - 群 |
| 굴          | | - 屈 |
| 궁          | - 弓 | - 宮 - 窮 |
| 권          | - 勸 - 卷 - 權 | - 券 - 拳 |
| 궐          | | - 厥 |
| 궤          | | - 軌 |
| 귀          | - 歸 - 貴 | - 鬼 |
| 규          | | - 叫 - 糾 - 規 |
| 균          | - 均 | 菌 |
| 극          | - 極 | - 克 - 劇 |
| 근          | - 勤 - 根 - 近 | - 僅 - 斤 - 謹 |
| 금          | - 今 - 禁 - 金 | - 琴 - 禽 - 錦 |
| 급          | - 及 - 急 - 給 | - 級 |
| 긍          | | - 肯 |
| 기          | - 其 - 基 - 己 - 幾 - 技 - 旣 - 期 - 氣 - 記 - 起 | - 企 - 器 - 奇 - 寄 - 忌 - 旗 - 棄 - 機 - 欺 - 畿 - 祈 - 紀 - 豈 - 飢 - 騎 |
| 긴          | | - 緊 |
| 길          | - 吉 | |
| 나          | | - 那 |
| 낙          | | - 諾 |
| 난          | - 暖 - 難 | |
| 남          | - 南 - 男 | |
| 납          | | - 納 |
| 낭          | | - 娘 |
| 내          | - 乃 - 內 | - 奈 - 耐 |
| 녀          | - 女 | |
| 년          | - 年 | |
| 념          | - 念 | |
| 녕          | | - 寧 |
| 노          | - 怒 | - 努 - 奴 |
| 농          | - 農 | |
| 뇌          | | - 惱 - 腦 |
| 능          | - 能 | |
| 니          | | - 泥 |
| 다          | - 多 | - 茶 |
| 단          | - 丹 - 但 - 單 - 短 - 端 | - 團 - 壇 - 斷 - 旦 - 檀 - 段 |
| 달          | - 達 | |
| 담          | - 談 | - 擔 - 淡 |
| 답          | - 答 | - 畓 - 踏 |
| 당          | - 堂 - 當 | - 唐 - 糖 - 黨 |
| 대          | - 代 - 大 - 對 - 待 | - 帶 - 臺 - 貸 - 隊 |
| 덕          | - 德 | |
| 도          | - 刀 - 到 - 圖 - 島 - 度 - 徒 - 道 - 都 | - 倒 - 塗 - 導 - 挑 - 桃 - 渡 - 盜 - 稻 - 跳 - 逃 - 途 - 陶 |
| 독          | - 獨 - 讀 | - 毒 - 督 - 篤 |
| 돈          | | - 敦 - 豚 |
| 돌          | | - 突 |
| 동          | - 冬 - 動 - 同 - 東 - 洞 - 童 | - 凍 - 銅 |
| 두          | - 斗 - 豆 - 頭 | |
| 둔          | | - 屯 - 鈍 |
| 득          | - 得 | |
| 등          | - 燈 - 登 - 等 | - 騰 |
| 라          | | - 羅 |
| 락          | - 樂 - 落 | - 絡 |
| 란          | - 卵 | - 亂 - 欄 - 蘭 |
| 람          | | - 濫 - 覽 |
| 랑          | - 浪 - 郞 | - 廊 |
| 래          | - 來 | |
| 랭          | - 冷 | |
| 략          | | - 掠 - 略 |
| 량          | - 兩 - 涼 - 良 - 量 | - 梁 - 糧 - 諒 |
| 려          | - 旅 | - 勵 - 慮 - 麗 |
| 력          | - 力 - 歷 | - 曆 |
| 련          | - 練 - 連 | - 憐 - 戀 - 聯 - 蓮 - 鍊 |
| 렬          | - 列 - 烈 | - 劣 - 裂 |
| 렴          | | - 廉 |
| 렵          | | - 獵 |
| 령          | - 令 - 領 | - 嶺 - 零 - 靈 |
| 례          | - 例 - 禮 | - 隷 |
| 로          | - 勞 - 老 - 路 - 露 | - 爐 |
| 록          | - 綠 | - 祿 - 錄 - 鹿 |
| 론          | - 論 | |
| 롱          | | - 弄 |
| 뢰          | | - 賴 - 雷 |
| 료          | - 料 | - 了 - 僚 |
| 룡          | | - 龍 |
| 루          | | - 屢 - 樓 - 淚 - 漏 - 累 |
| 류          | - 柳 - 流 - 留 | - 類 |
| 륙          | - 六 - 陸 | |
| 륜          | - 倫 | - 輪 |
| 률          | - 律 | - 栗 - 率 |
| 륭          | | - 隆 |
| 릉          | | - 陵 |
| 리          | - 利 - 李 - 理 - 里 | - 吏 - 履 - 梨 - 裏 - 離 |
| 린          | | - 鄰 |
| 림          | - 林 | - 臨 |
| 립          | - 立 | |
| 마          | - 馬 | - 磨 - 麻 |
| 막          | - 莫 | - 幕 - 漠 |
| 만          | - 晩 - 滿 - 萬 | - 慢 - 漫 |
| 말          | - 末 | |
| 망          | - 亡 - 忙 - 忘 - 望 | - 妄 - 罔 - 茫 |
| 매          | - 妹 - 每 - 買 - 賣 | - 埋 - 媒 - 梅 |
| 맥          | - 麥 | - 脈 |
| 맹          | | - 孟 - 猛 - 盟 - 盲 |
| 면          | - 免 - 勉 - 眠 - 面 | - 綿 |
| 멸          | | - 滅 |
| 명          | - 名 - 命 - 明 - 鳴 | - 冥 - 銘 |
| 모          | - 暮 - 母 - 毛 | - 侮 - 冒 - 募 - 慕 - 某 - 模 - 謀 - 貌 |
| 목          | - 木 - 目 | - 牧 - 睦 |
| 몰          | | - 沒 |
| 몽          | | - 夢 - 蒙 |
| 묘          | - 卯 - 妙 | - 墓 - 廟 - 苗 |
| 무          | - 務 - 戊 - 武 - 無 - 舞 - 茂 | - 貿 - 霧 |
| 묵          | - 墨 | - 默 |
| 문          | - 問 - 文 - 聞 - 門 | |
| 물          | - 勿 - 物 | |
| 미          | - 味 - 尾 - 未 - 米 - 美 | - 微 - 眉 - 迷 |
| 민          | - 民 | - 憫 - 敏 |
| 밀          | - 密 | - 蜜 |
| 박          | - 朴 | - 博 - 拍 - 泊 - 薄 - 迫 |
| 반          | - 半 - 反 - 飯 | - 伴 - 叛 - 班 - 盤 - 般 - 返 |
| 발          | - 發 | - 拔 - 髮 |
| 방          | - 房 - 放 - 方 - 訪 - 防 | - 倣 - 傍 - 妨 - 芳 - 邦 |
| 배          | - 拜 - 杯 | - 倍 - 培 - 排 - 背 - 輩 - 配 |
| 백          | - 白 - 百 | - 伯 |
| 번          | - 番 | - 煩 - 繁 - 飜 |
| 벌          | - 伐 | - 罰 |
| 범          | - 凡 | - 犯 - 範 |
| 법          | - 法 | |
| 벽          | | - 壁 - 碧 |
| 변          | - 變 | - 辨 - 辯 - 邊 |
| 별          | - 別 | |
| 병          | - 丙 - 兵 - 病 | - 屛 - 竝 |
| 보          | - 保 - 報 - 步 | - 寶 - 普 - 補 - 譜 |
| 복          | - 伏 - 復 - 服 - 福 | - 卜 - 腹 - 複 - 覆 |
| 본          | - 本 | |
| 봉          | - 奉 - 逢 | - 封 - 峯 - 蜂 - 鳳 |
| 부          | - 否 - 夫 - 婦 - 富 - 扶 - 浮 - 父 - 部 | - 付 - 副 - 府 - 符 - 簿 - 腐 - 負 - 賦 - 赴 - 附 |
| 북          | - 北 | |
| 분          | - 分 | - 墳 - 奔 - 奮 - 憤 - 粉 - 紛 |
| 불          | - 不 - 佛 | - 拂 |
| 붕          | - 朋 | - 崩 |
| 비          | - 備 - 比 - 悲 - 非 - 飛 - 鼻 | - 卑 - 妃 - 婢 - 批 - 碑 - 祕 - 肥 - 費 |
| 빈          | - 貧 | - 賓 - 頻 |
| 빙          | - 氷 | - 聘 |
| 사          | - 事 - 仕 - 使 - 史 - 四 - 士 - 寺 - 巳 - 射 - 師 - 思 - 死 - 私 - 絲 - 舍 - 謝 | - 似 - 司 - 寫 - 捨 - 斜 - 斯 - 査 - 沙 - 祀 - 社 - 蛇 - 詐 - 詞 - 賜 - 辭 - 邪 |
| 삭          | | - 削 - 朔 |
| 산          | - 山 - 散 - 產 - 算 | |
| 살          | - 殺 | |
| 삼          | - 三 | |
| 상          | - 上 - 傷 - 商 - 喪 - 尙 - 常 - 想 - 相 - 賞 - 霜 | - 像 - 償 - 嘗 - 床 - 桑 - 狀 - 祥 - 裳 - 詳 - 象 |
| 새          | | - 塞 |
| 색          | - 色 | - 索 |
| 생          | - 生 | |
| 서          | - 序 - 暑 - 書 - 西 | - 庶 - 徐 - 恕 - 敍 - 緖 - 署 - 誓 - 逝 |
| 석          | - 夕 - 席 - 惜 - 昔 - 石 | - 析 - 釋 |
| 선          | - 仙 - 先 - 善 - 線 - 船 - 選 - 鮮 | - 宣 - 旋 - 禪 |
| 설          | - 舌 - 設 - 說 - 雪 | |
| 섭          | | - 攝 - 涉 |
| 성          | - 城 - 姓 - 性 - 成 - 星 - 盛 - 省 - 聖 - 聲 - 誠 | |
| 세          | - 世 - 勢 - 歲 - 洗 - 稅 - 細 | |
| 소          | - 小 - 少 - 所 - 消 - 笑 - 素 | - 召 - 掃 - 昭 - 燒 - 疏 - 蔬 - 蘇 - 訴 - 騷 |
| 속          | - 俗 - 續 - 速 | - 屬 - 束 - 粟 |
| 손          | - 孫 | - 損 |
| 송          | - 松 - 送 | - 訟 - 誦 - 頌 |
| 쇄          | | - 刷 - 鎖 |
| 쇠          | | - 𮕩 |
| 수          | - 修 - 受 - 壽 - 守 - 愁 - 手 - 授 - 收 - 數 - 樹 - 水 - 秀 - 誰 - 雖 - 須 - 首 | - 囚 - 垂 - 帥 - 搜 - 殊 - 獸 - 睡 - 輸 - 遂 - 隨 - 需 |
| 숙          | - 叔 - 宿 - 淑 | - 孰 - 熟 - 肅 |
| 순          | - 純 - 順 | - 巡 - 循 - 旬 - 殉 - 瞬 - 脣 |
| 술          | - 戌 | - 術 - 述 |
| 숭          | - 崇 | |
| 습          | - 拾 - 習 | - 濕 - 襲 |
| 승          | - 乘 - 勝 - 承 | - 僧 - 昇 |
| 시          | - 始 - 市 - 施 - 是 - 時 - 示 - 視 - 詩 - 試 | - 侍 - 矢 |
| 식          | - 式 - 植 - 識 - 食 | - 息 - 飾 |
| 신          | - 信 - 新 - 申 - 神 - 臣 - 身 - 辛 | - 伸 - 愼 - 晨 |
| 실          | - 失 - 室 - 實 | |
| 심          | - 心 - 深 - 甚 | - 審 - 尋 |
| 십          | - 十 | |
| 쌍          | | - 雙 |
| 씨          | - 氏 | |
| 아          | - 兒 - 我 | - 亞 - 牙 - 芽 - 雅 - 餓 |
| 악          | - 惡 | - 岳 |
| 안          | - 安 - 案 - 眼 - 顔 | - 岸 - 雁 |
| 알          | | - 謁 |
| 암          | - 巖 - 暗 | |
| 압          | | - 壓 - 押 |
| 앙          | - 仰 | - 央 - 殃 |
| 애          | - 哀 - 愛 | - 涯 |
| 액          | | 厄 · 額 |
| 야          | - 也 - 夜 - 野 | - 耶 |
| 약          | - 弱 - 約 - 若 - 藥 | - 躍 |
| 양          | - 揚 - 洋 - 羊 - 讓 - 陽 - 養 | - 壤 - 楊 - 樣 |
| 어          | - 於 - 漁 - 語 - 魚 | - 御 |
| 억          | - 億 - 憶 | - 抑 |
| 언          | - 言 | - 焉 |
| 엄          | - 嚴 | |
| 업          | - 業 | |
| 여          | - 余 - 如 - 汝 - 與 - 餘 | - 予 - 輿 |
| 역          | - 亦 - 易 - 逆 | - 域 - 役 - 疫 - 譯 - 驛 |
| 연          | - 然 - 煙 - 硏 | - 宴 - 延 - 沿 - 演 - 燃 - 燕 - 緣 - 軟 - 鉛 |
| 열          | - 悅 - 熱 | - 閱 |
| 염          | - 炎 | - 染 - 鹽 |
| 엽          | - 葉 | |
| 영          | - 榮 - 永 - 英 - 迎 | - 影 - 映 - 泳 - 營 - 詠 |
| 예          | - 藝 | - 譽 - 銳 - 豫 |
| 오          | - 五 - 午 - 吾 - 悟 - 烏 - 誤 | - 傲 - 嗚 - 娛 - 汚 |
| 옥          | - 屋 - 玉 | - 獄 |
| 온          | - 溫 | |
| 옹          | | - 擁 - 翁 |
| 와          | - 瓦 - 臥 | |
| 완          | - 完 | - 緩 |
| 왈          | - 曰 | |
| 왕          | 往 · 王 | |
| 외          | - 外 | - 畏 |
| 요          | - 要 | - 搖 - 腰 - 謠 - 遙 |
| 욕          | - 欲 - 浴 | - 慾 - 辱 |
| 용          | - 勇 - 容 - 用 | - 庸 |
| 우          | - 于 - 又 - 友 - 右 - 宇 - 尤 - 憂 - 牛 - 遇 - 雨 | - 偶 - 優 - 愚 - 羽 - 郵 |
| 운          | - 云 - 運 - 雲 | - 韻 |
| 웅          | - 雄 | |
| 원          | - 元 - 原 - 圓 - 園 - 怨 - 遠 - 願 | - 員 - 援 - 源 - 院 |
| 월          | - 月 | - 越 |
| 위          | - 位 - 偉 - 危 - 威 - 爲 | - 僞 - 圍 - 委 - 慰 - 緯 - 胃 - 衛 - 謂 - 違 |
| 유          | - 唯 - 幼 - 有 - 柔 - 油 - 猶 - 由 - 遊 - 遺 - 酉 | - 乳 - 儒 - 幽 - 悠 - 惟 - 愈 - 維 - 裕 - 誘 |
| 육          | - 肉 - 育 | |
| 윤          | | - 潤 - 閏 |
| 은          | - 恩 - 銀 | - 隱 |
| 을          | - 乙 | |
| 음          | - 吟 - 陰 - 音 - 飮 | - 淫 |
| 읍          | - 泣 - 邑 | |
| 응          | - 應 | - 凝 |
| 의          | - 依 - 意 - 矣 - 義 - 衣 - 議 - 醫 | - 儀 - 宜 - 疑 |
| 이          | - 二 - 以 - 已 - 異 - 移 - 而 - 耳 | - 夷 |
| 익          | - 益 | - 翼 |
| 인          | - 人 - 仁 - 印 - 因 - 寅 - 引 - 忍 - 認 | - 姻 |
| 일          | - 一 - 日 | - 逸 |
| 임          | - 壬 | - 任 - 賃 |
| 입          | - 入 | |
| 자          | - 姊 - 子 - 字 - 慈 - 者 - 自 | - 刺 - 姿 - 恣 - 紫 - 玆 - 資 |
| 작          | - 作 - 昨 | - 爵 - 酌 |
| 잔          | | - 殘 |
| 잠          | | - 暫 - 潛 |
| 잡          | | - 雜 |
| 장          | - 場 - 壯 - 將 - 章 - 長 | - 丈 - 墻 - 奬 - 帳 - 張 - 掌 - 粧 - 腸 - 臟 - 莊 - 葬 - 藏 - 裝 - 障 |
| 재          | - 再 - 哉 - 在 - 才 - 材 - 栽 - 財 | - 宰 - 災 - 裁 - 載 |
| 쟁          | - 爭 | |
| 저          | - 低 - 著 - 貯 | - 底 - 抵 |
| 적          | - 敵 - 的 - 赤 - 適 | - 寂 - 摘 - 滴 - 積 - 籍 - 績 - 賊 - 跡 |
| 전          | - 傳 - 全 - 典 - 前 - 展 - 戰 - 田 - 錢 - 電 | - 專 - 殿 - 轉 |
| 절          | - 節 - 絕 | - 切 - 折 - 竊 |
| 점          | - 店 | - 占 - 漸 - 點 |
| 접          | - 接 | - 蝶 |
| 정          | - 丁 - 井 - 停 - 定 - 庭 - 情 - 政 - 正 - 淨 - 精 - 貞 - 靜 - 頂 | - 亭 - 廷 - 征 - 整 - 程 - 訂 |
| 제          | - 帝 - 弟 - 祭 - 第 - 製 - 諸 - 除 - 題 | - 制 - 堤 - 提 - 濟 - 際 - 齊 |
| 조          | - 兆 - 助 - 早 - 朝 - 祖 - 調 - 造 - 鳥 | - 弔 - 操 - 條 - 潮 - 照 - 燥 - 租 - 組 |
| 족          | - 族 - 足 | |
| 존          | - 存 - 尊 | |
| 졸          | - 卒 | - 拙 |
| 종          | - 宗 - 從 - 種 - 終 - 鐘 | - 縱 |
| 좌          | - 坐 - 左 | - 佐 - 座 |
| 죄          | 罪 | |
| 주          | - 主 - 住 - 宙 - 晝 - 朱 - 注 - 走 - 酒 | - 周 - 奏 - 州 - 柱 - 株 - 洲 - 珠 - 舟 - 鑄 |
| 죽          | - 竹 | |
| 준          | | - 俊 - 準 - 遵 |
| 중          | - 中 - 衆 - 重 | - 仲 |
| 즉          | - 卽 | |
| 증          | - 增 - 曾 - 證 | - 憎 - 症 - 蒸 - 贈 |
| 지          | - 之 - 只 - 地 - 志 - 持 - 指 - 支 - 枝 - 止 - 知 - 紙 - 至 | - 智 - 池 - 誌 - 遲 |
| 직          | - 直 | - 織 - 職 |
| 진          | - 盡 - 眞 - 辰 - 進 | - 振 - 珍 - 鎭 - 陣 - 陳 - 震 |
| 질          | - 質 | - 姪 - 疾 - 秩 |
| 집          | - 執 - 集 | |
| 징          | | - 徵 - 懲 |
| 차          | - 且 - 借 - 次 - 此 | - 差 |
| 착          | - 着 | - 捉 - 錯 |
| 찬          | | - 讚 - 贊 |
| 찰          | - 察 | |
| 참          | - 參 | - 慘 - 慙 |
| 창          | - 唱 - 昌 - 窓 | - 倉 - 創 - 暢 - 蒼 |
| 채          | - 採 - 菜 | - 債 - 彩 |
| 책          | - 冊 - 責 | - 策 |
| 처          | - 妻 - 處 | |
| 척          | - 尺 | - 戚 - 拓 - 斥 |
| 천          | - 千 - 天 - 川 - 泉 - 淺 | - 薦 - 賤 - 踐 - 遷 |
| 철          | 鐵 | - 哲 - 徹 |
| 첨          | | - 尖 - 添 |
| 첩          | | - 妾 |
| 청          | - 晴 - 淸 - 聽 - 請 - 靑 | - 廳 |
| 체          | - 體 | - 替 - 滯 - 逮 - 遞 |
| 초          | - 初 - 招 - 草 | - 抄 - 礎 - 秒 - 肖 - 超 |
| 촉          | | - 促 - 燭 - 觸 |
| 촌          | - 寸 - 村 | |
| 총          | | - 總 - 聰 - 銃 |
| 최          | 最 | - 催 |
| 추          | - 推 - 秋 - 追 | - 抽 - 醜 |
| 축          | - 丑 - 祝 | - 畜 - 築 - 縮 - 蓄 - 逐 |
| 춘          | - 春 | |
| 출          | - 出 | |
| 충          | - 充 - 忠 - 蟲 | - 衝 |
| 취          | - 取 - 吹 - 就 | - 臭 - 趣 - 醉 |
| 측          | | - 側 - 測 |
| 층          | | - 層 |
| 치          | - 治 - 致 - 齒 | - 値 - 恥 - 置 |
| 칙          | - 則 | |
| 친          | - 親 | |
| 칠          | - 七 | - 漆 |
| 침          | - 針 | - 侵 - 寢 - 枕 - 沈 - 浸 |
| 칭          | | - 稱 |
| 쾌          | - 快 | |
| 타          | - 他 - 打 | - 墮 - 妥 |
| 탁          | | 卓 · 托 · 濁 · 濯 |
| 탄          | | 彈 · 歎 · 炭 · 誕 |
| 탈          | - 脫 | - 奪 |
| 탐          | - 探 | - 貪 |
| 탑          | | - 塔 |
| 탕          | | - 湯 |
| 태          | - 太 - 泰 | - 怠 - 態 - 殆 |
| 택          | - 宅 | - 擇 - 澤 |
| 토          | - 土 | - 吐 - 討 |
| 통          | - 統 - 通 | - 痛 |
| 퇴          | - 退 | |
| 투          | - 投 | 透 · 鬪 |
| 특          | - 特 | |
| 파          | - 波 - 破 | - 把 - 播 - 派 - 罷 - 頗 |
| 판          | - 判 | - 板 - 版 - 販 |
| 팔          | - 八 | |
| 패          | - 敗 - 貝 | |
| 편          | - 便 - 片 - 篇 | - 偏 - 編 - 遍 |
| 평          | - 平 | - 評 |
| 폐          | - 閉 | 幣 · 廢 · 弊 · 肺 · 蔽 |
| 포          | - 布 - 抱 | - 包 - 捕 - 浦 - 胞 - 飽 |
| 폭          | - 暴 | 幅 · 爆 |
| 표          | - 表 | 標 · 漂 · 票 |
| 품          | - 品 | |
| 풍          | - 豐 - 風 | |
| 피          | - 彼 - 皮 | - 疲 - 被 - 避 |
| 필          | - 匹 - 必 - 筆 | - 畢 |
| 하          | - 下 - 何 - 夏 - 河 - 賀 | - 荷 |
| 학          | - 學 | - 鶴 |
| 한          | - 寒 - 恨 - 漢 - 閑 - 限 - 韓 | - 旱 - 汗 |
| 할          | | - 割 |
| 함          | | - 含 - 咸 - 陷 |
| 합          | - 合 | |
| 항          | - 恒 | - 巷 - 抗 - 港 - 航 - 項 |
| 해          | - 亥 - 害 - 海 - 解 | - 奚 - 該 |
| 핵          | | - 核 |
| 행          | - 幸 - 行 | |
| 향          | - 向 - 鄕 - 香 | - 享 - 響 |
| 허          | - 虛 - 許 | |
| 헌          | | 憲 · 獻 · 軒 |
| 험          | | - 險 - 驗 |
| 혁          | - 革 | |
| 현          | - 現 - 賢 | - 懸 - 玄 - 絃 - 縣 - 顯 |
| 혈          | - 血 | - 穴 |
| 혐          | | - 嫌 |
| 협          | - 協 | - 脅 |
| 형          | 兄 · 刑 · 形 | - 亨 - 螢 - 衡 |
| 혜          | - 惠 | - 兮 - 慧 |
| 호          | - 乎 - 呼 - 好 - 戶 - 湖 - 虎 - 號 | - 互 - 毫 - 浩 - 胡 - 護 - 豪 |
| 혹          | - 或 | - 惑 |
| 혼          | - 婚 - 混 | - 昏 - 魂 |
| 홀          | | - 忽 |
| 홍          | - 紅 | - 弘 - 洪 - 鴻 |
| 화          | - 化 - 和 - 火 - 畫 - 花 - 華 - 話 - 貨 | - 禍 - 禾 |
| 확          | | - 擴 - 確 - 穫 |
| 환          | - 患 - 歡 | - 丸 - 換 - 環 - 還 |
| 활          | - 活 | |
| 황          | - 皇 - 黃 | - 況 - 荒 |
| 회          | - 回 - 會 | - 悔 - 懷 |
| 획          | | - 劃 - 獲 |
| 횡          | | - 橫 |
| 효          | - 孝 - 效 | - 曉 |
| 후          | - 厚 - 後 | - 侯 - 候 |
| 훈          | - 訓 | |
| 훼          | | - 毁 |
| 휘          | | - 揮 - 輝 |
| 휴          | - 休 | - 携 |
| 흉          | - 凶 - 胸 | |
| 흑          | - 黑 | |
| 흡          | | - 吸 |
| 흥          | - 興 | |
| 희          | - 喜 - 希 | - 戱 - 稀 |